# ヤマハ・VOX
VOX（ボックス）は、ヤマハ発動機が販売していたスクータータイプの原動機付自転車（オートバイ）である。製造は台湾ヤマハ。

## 概要
ボックスは2006年5月に発売された。「アソビバコ!」をキャッチフレーズに若年層をターゲットとして販売された。車体座席下部に設けられたテニスラケットも収納できる横開きの34L大容量スペースに加え、ファットタイヤ、丸型ヘッドライト、そしてシンプルなデザインが評価され、2006年にグッドデザイン賞を受賞した。エンジンは4ストロークのギアと共通である。ヤマハとしては50ccクラス初のフューエルインジェクションを採用し、クラストップクラスの5.2馬力を発揮した。
2007年3月にはカラーリング・エンブレムデザインの変更、前輪フォークにオイルダンパーの採用、上級グレードのDX（デラックス）を追加などのマイナーチェンジが行われた。このデラックスと通常グレードの違いは、メッキパーツの追加（ハンドルバー、メーターケース、ヘッドライトリム、ミラーユニットなど）、メッキ立体エンブレムの採用、デラックス限定カラーの設定など外観に関わるもので、走行性能は通常グレードと共通である。

11月には楽器用アンプメーカーVOXとのコラボ車両「VOX & VOX」が楽器フェア2007にてVOXの輸入代理店であるKORGのブースで展示された（同車両は翌年開催の2008 NAMM Showでも展示された）。
2009年3月には、DXのカラーリング変更、出力特性の変更を行ったモデルが発売された。エンジンは同クラス他車種の出力に合わせる形で1馬力のデチューンとなり、追って通常グレードも同様のモデルチェンジが行われた。
北米仕様はシー・キューブド (C3) 、ヨーロッパ仕様はギグル (Giggle) という名称で販売されている。
2013年2月1日初の限定モデル「VOX XF50L」（VOX LIMITED）を1,000台限定で販売。
2017年9月1日、平成28年度自動車排出ガス規制強化により生産終了を発表。